# Самир Бекрич
Самир Бекрич (босн. Samir Bekrić, нар. 20 жовтня 1984, Тузла) — боснійський футболіст, півзахисник клубу «Желєзнічар» (Сараєво). Виступав за національну збірну Боснії і Герцеговини.

## Клубна кар'єра
Самір Бекріч почав свою професійну кар'єру в 2003 році в боснійському клубі «Градина». Він протримався в складі «Градини» три роки. У 2006 році перейшов у столичний «Желєзнічар», у сезоні 2009/10 років Бекріч став одним з найкращих бомбардирів клубу, забив 15 м'ячів, а також віддав 13 результативних передач. У вище вказаному сезоні допоміг столичному клубу виграти Прем'єр-лігу Боснії і Герцеговини. Саме в складі сараевского «Железнічара» Бекрич став справжнім лідером колективу й за період 2006-2010-х років зіграв у 96 матчах і забив 23 м'ячі.
У 2010 році на Бекрича звернув увагу південнокорейський «Інчхон Юнайтед». Після переговорів з гравцем, південнокорейська команда підписала контракт на два роки і таким чином Самир розпочав виступати в корейської команді. У складі «Інчхон Юнайтед» справи Бекрича пішли невдало, після травми він не зміг міцно закріпитися в основі команди й за півтора року зміг зіграти лише в 16 матчах і забити 2 м'ячі. Пізніше в 2011 році вільним агентому переїхав до Казахстану й підписав контракт з костанайським «Тоболом». У складі «Тоболу» зіграв в 29 матчах і відзначився 6 голами.
У 2012 році його колишній клуб, сараєвський «Желєзнічар» запросив його в команду. «Легенда Желєзнічара» за два роки зіграв у 31 матчі і забив 8 м'ячів. Одразу ж вніс суттєвий вклад у перемозі команди в національному чемпіонаті та завоюванні Кубку Боснії і Герцеговини. У 2013 році знову допоміг «Желєзнічару» виграти національний чемпіонат, але по його завершенні покинув клуб.
У 2013 році Бекричем зацікавився іранський «Мес» з міста Кермен і на початку 2013 року він підписав контракт з іранським клубом. На початку сезону Бекрич у складі Меса зіграв у 13 матчах і забив лише один м'яч. Пізніше наприкінці сезону його віддали в оренду в інший іранський клуб, «Фаджр Сепасі». І в цьому клубі Бекрич виступав не дуже добре, в 13 матчах відзначився 2 голами.
У 2014 році вільним агентом переїхав до Узбекистану й підписав контракт з ташкентським «Буньодкором», виступав за команду до кінця 2015 року. 14 січня 2016 році вдруге в кар'єрі повернувся до «Желєзнічара», в якому виступав до січня 2018 року.
19 лютого 2018 року підписав контракт зі «Зріньскі». У травні 2018 року допоміг мостарській команді виграти національний чемпіонат. 20 червня 2019 року, по завершенні терміну дії угоди, залишив клуб.
9 липня 2019 року підписав 2-річний контракт зі «Слободою». На офіційному рівні дебютував за нову команду 21 липня 2019 року в переможному (2:1) домашньому матчі національного чемпіонату проти «Радника» (Бієліна). Першим голом за «Слободу» відзначився 17 серпня 2019 року в нічийному (2:2) виїзному поєдинку чемпіонату проти свого колишнього клубу, «Желєзнічара». 22 червня 2020 року, по завершенні терміну дії контракту, залишив команду.
27 червня 2020 року, через 5 днів після відходу зі «Слободи», втретє в кар'єрі повернувся до «Желєзнічара», з яким підписав 1-річний контракт. Вперше після повернення вийшов на футбольне поле 1 серпня 2020 року в матчі чемпіонату Боснії і Герцеговини проти «Вележа» (Мостар).
24 серпня 2020 року було підтверджено, що Бекрич разом із п’ятьма іншими одноклубниками здали позитивний результат на COVID-19 на тлі пандемії в Боснії та Герцеговині. П'ять днів по тому, 29 серпня, здав негативний результат тесту на вірус.
Свій 200-й матч за «Желєзнічар» провів 30 вересня 2020 року, в кубковому поєдинку проти Будучност (Бановичі). 5 жовтня 2020 року відзначився голом після повернення, в матчі чемпіонату проти «Тузла Сіті».
4 червня 2021 року продовжив контракт з «Желєзнічаром» до червня 2022 року.

## Виступи за збірну
У футболці національної збірної Боснії і Герцеговини дебютував у червні 2009 року в товариському матчі проти Узбекистану, в якому наприкінці замінив Велибора Джурича. Цей матч так і залишився єдиним для Самира.

## Статистика виступів

### У збірній
| Боснія і Герцеговина | Боснія і Герцеговина | Боснія і Герцеговина |
| Рік                  | Матчі                | Голи                 |
| -------------------- | -------------------- | -------------------- |
| 2009                 | 1                    | 0                    |
| Загалом              | 1                    | 0                    |

## Досягнення
«Желєзнічар»
- Прем'єр-ліга Боснії і Герцеговини
  -  Чемпіон (3): 2009/10, 2011/12, 2012/13

- Кубок Боснії і Герцеговини
  -  Володар (1): 2012

«Зринські»
- Прем'єр-ліга Боснії і Герцеговини
  -  Чемпіон (1): 2017/18

«Тобол» (Костанай)
- Кубок Казахстану
  -  Фіналіст (1): 2011